# Крабсбургер
Крабсбургер, или Краббургер, или Ленивая Пэтти, или Крабовая Котлета, или Крабовый Бургер, или Крабовая Пэтти (англ. Krabby Patty), — гамбургер, продаваемый вымышленным рестораном «Красти Краб» в мультсериале «Губка Боб Квадратные Штаны». Данный бургер был создан основателем и менеджером данного ресторана мистером Крабсом, а также является его фирменной едой и самым известным блюдом в Бикини-Боттом.

## Роль в мультсериале «Губка Боб Квадратные Штаны»
Крабсбургер дебютируют в пилотном эпизоде мультсериала «Help Wanted», а после приобретает множество различных вариаций на протяжении всего шоу.
Крабсбургер — один из главных пунктов меню ресторана «Красти Краб». Данный бургер считается одним из самых успешных продуктов быстрого питания в Бикини-Боттом. Формула крабсбургера является тщательно охраняемой коммерческой тайной — ввиду этого тщетные попытки Планктона, владельца конкурирующего ресторана, узнать секретную формулу являются одними из главных тем на протяжении всего мультсериала. Однако эти попытки обычно всегда оборачиваются против него, но тем не менее в фильме «Губка Боб Квадратные Штаны» ему всё-таки удаётся узнать формулу. «Красти Краб» обычно привлекает клиентов из-за известного вкуса крабсбургера и того факта, что ресторан Планктона, «Помойное ведро» (англ. Chum Bucket), имеет меню, состоящее в основном из несъедобного чама. Поэтому из-за отсутствия жизнеспособной конкуренции, мистер Крабс, как правило, свободно участвует в изменении цен в меню ресторана.

## Ингредиенты
Крабсбургер состоит из замороженной котлеты, состоящей из секретного ингредиента (секретная формула никогда не раскрывалась в мультсериале, но утверждалось что котлета веганская), с двумя булочками, пикулями, салатом, помидорами, сыром, кетчупом, горчицей и луком. В то же время меню «Красти Краб» состоит, как правило, из обычных блюд фастфуда, таких как картофель фри и газированные напитки.

### Теории
На протяжении всего мультсериала формула не раз была намёкнута, но всё равно оставалась загадкой. Рецепт крабсбургера является строго охраняемой коммерческой тайной, что заставило зрителей строить догадки о его содержимом. Тем не менее, было сформировано несколько верных теорий, чтобы угадать секретный ингредиент.
По словам шоураннера мультсериала (с 2015 года) Винсента Уоллера, «в крабсбургере абсолютно нет мяса; там нет никакого животного продукта», что всегда планировалось создателем мультсериала Стивеном Хилленбергом. Мистер Лоуренс, сценарист мультсериала и актёр озвучивания Планктона, заявил, что в Бикини-Боттом мясо присутствует только в меню «Помойного ведра». Том Кенни, озвучивающий Губку Боба, в шутку сказал, что «крабсбургеры — это хумус». Некоторые комментаторы считают, что на самом деле никакого секретного ингредиента нет, ссылаясь на скупость мистера Крабса, тем не менее эпизод «Похититель крабсбургеров» показывает, что в крабсбургере действительно есть секретный ингредиент, который доставляется в ресторан с высоким уровнем защиты. О возможности того, что секретная формула крабсбургера будет раскрыта в будущих эпизодах, в 2017 году Уоллер сказал, что он «не будет рассчитывать на это». В 2019 году Уоллер заявил, что Стивен Хилленберг, который умер в 2018 году — единственный человек, который видел формулу.

## Реальные аналоги
Такие издания, как USA Today, назвали крабсбургер одним из вымышленных продуктов питания, который многие хотели бы иметь в реальной жизни, но, согласно New York Daily News, есть четыре ресторана, в которых подают аналогичный бургер из мультсериала — все они имеют в своём составе крабовое мясо.